# Canottaggio ai Giochi della XVI Olimpiade - Due di coppia maschile
La competizione del due di coppia maschile dei Giochi della XVII Olimpiade si è svolta dal 23 al 27 novembre 1956 al bacino del lago Wendouree a Ballarat.

## Programma
| Data             | Round      | Note                                            |
| ---------------- | ---------- | ----------------------------------------------- |
| 23 novembre 1956 | 2 Batterie | Il vincitore in finale. I restanti ai recuperi. |
| 24 novembre 1956 | 2 Recuperi | Il vincitore in finale.                         |
| 27 novembre 1956 | Finale     |                                                 |

## Risultati

### Batterie
| Pos. | Nazione       | Atleti                              | Tempo  |
| ---- | ------------- | ----------------------------------- | ------ |
| 1    | Stati Uniti   | Patrick Costello Jim Gardiner       | 6'54"5 |
| 2    | Gran Bretagna | Sidney Rand Bill Rand               | 7'03"4 |
| 3    | Uruguay       | Miguel Seijas Paulo Carvalho        | 7'09"6 |
| 4    | Belgio        | Fernand Steenacker Henri Steenacker | 7'24"1 |

| Pos. | Nazione          | Atleti                            | Tempo  |
| ---- | ---------------- | --------------------------------- | ------ |
| 1    | Unione Sovietica | Aleksandr Berkutov Jurij Tjukalov | 6'44"4 |
| 2    | Germania         | Thomas Schneider Kurt Hipper      | 6'55"8 |
| 3    | Australia        | Murray Riley Mervyn Wood          | 7'01"2 |
| 4    | Cecoslovacchia   | Albert Krajmer František Reich    | 7'05"1 |

### Recuperi
| Pos. | Nazione       | Atleti                              | Tempo  |
| ---- | ------------- | ----------------------------------- | ------ |
| 1    | Australia     | Murray Riley Mervyn Wood            | 8'12"2 |
| 2    | Gran Bretagna | Sidney Rand Bill Rand               | 8'19"4 |
| 3    | Belgio        | Fernand Steenacker Henri Steenacker | 9'01"9 |

| Pos. | Nazione        | Atleti                         | Tempo  |
| ---- | -------------- | ------------------------------ | ------ |
| 1    | Germania       | Thomas Schneider Kurt Hipper   | 8'16"7 |
| 2    | Uruguay        | Miguel Seijas Paulo Carvalho   | 8'27"5 |
| 3    | Cecoslovacchia | Albert Krajmer František Reich | 8'38"2 |

### Finale
| Pos.    | Nazione          | Atleti                            | Tempo  |
| ------- | ---------------- | --------------------------------- | ------ |
| Oro     | Unione Sovietica | Aleksandr Berkutov Jurij Tjukalov | 7'24"0 |
| Argento | Stati Uniti      | Patrick Costello Jim Gardiner     | 7'32"2 |
| Bronzo  | Australia        | Murray Riley Mervyn Wood          | 7'37"4 |
| 4       | Germania         | Thomas Schneider Kurt Hipper      | 7'41"7 |